# Domina Vacanze (equipo ciclista)
Domina Vacanze (código UCI: DOM) fue un equipo ciclista profesional italiano que permaneció activo entre 2003 y 2005. En su última temporada, tras una profunda reestructuración, corrió en el UCI ProTour, en lo que fue la primera edición de dicha categoría, participando asimismo en algunas carreras del Circuito Continental (solo en el UCI Europe Tour).

## Historia del equipo

### El equipo de Cipollini

#### 2003: etapas en Giro y Vuelta
El equipo, con licencia italiana, se creó para la temporada 2003, con el vigente Campeón del Mundo (y portador por tanto del maillot arco iris), el italiano Mario Cipollini, como principal figura.
Cipollini ganó dos etapas en el Giro de Italia, pero el equipo no fue invitado a participar en el Tour de Francia, a pesar de las protestas por ser el equipo donde corría el campeón del mundo.
El equipo llegó a un acuerdo con la organización de la Vuelta a España, según el cual sería invitado si se comprometía a llevar a la carrera a Cipollini. Cipollini, sin ganas y cansado tras un calendario ya cargado, participó obligado por su director en la primera etapa (una contrarreloj por equipos), pero al día siguiente se fue del hotel a primera hora de la mañana (increpando al fotógrafo que captaba un momento que Cipollini prefería que no trascendiera), en lo que fue calificada como una espantada por la prensa española. A pesar de ello, el equipo tuvo una buena actuación en esa Vuelta, logrando una victoria de etapa con Filippo Simeoni en la antepenúltima jornada (última etapa montañosa en línea) con final en Collado Villalba.

#### 2004: ocaso de Cipollini y boicot a Simeoni

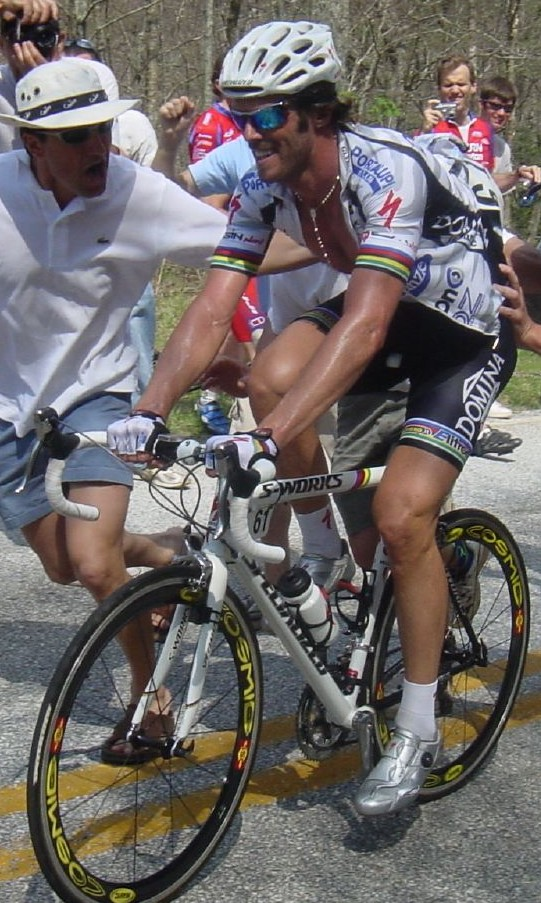
Mario Cipollini, durante la disputa del Tour de Georgia en 2004.

En 2004 debutó en el Tour de Francia, carrera en la que Cipollini se retiró, tal y como era habitual en él, coincidiendo con la primera etapa de alta montaña, al igual que su compatriota y como él velocista Alessandro Petacchi (Fassa Bortolo). La participación del equipo en la ronda gala quedó marcada por el suceso de la 18.ª etapa, en la que el maillot amarillo Lance Armstrong (US Postal), que se dirigía a su sexto triunfo en el Tour, saltó del pelotón para impedir el éxito del intento de fuga protagonizado por Filippo Simeoni. La maniobra de Armstrong tenía su origen en la abierta hostilidad del estadounidense hacia Simeoni, después de que el italiano hubiera confesado su dopaje en 2001 a las órdenes del controvertido doctor Michele Ferrari, el mismo médico personal de Armstrong.
El equipo no participó en la Vuelta a España.
Cipollini, en una temporada en la que solo consiguió dos victorias menores (señalando el fin de su largo y exitoso reinado en los sprints), abandonó el equipo al finalizar la temporada para fichar por el Liquigas.

### Ingreso en el ProTour
De cara al año 2005 el equipo tuvo una profunda renovación, tras la marcha de los esprínteres y otras principales figuras y heredando, en parte, la estructura del equipo De Nardi que desapareció (llevándose de ese equipo varios ciclistas, directores deportivos y demás personal) haciéndose una refundación del equipo. Así recalaron en el Domina los ex-De Nardi Ruggero Borghi, Simone Cadamuro, Sergio Ghisalberti, Michele Gobbi, Enrico Grigoli, Serhi Honchar, Matej Jurčo, Mirco Lorenzetto, Rafael Nuritdinov, Carlo Scogniamilo, Alessandro Vanotti, Giovanni Visconti (12 de los 19 ciclistas de ese equipo) y Gianluigi Stanga, Antonio Bevilacqua y Oscar Pelizzioli (3 de los 4 directores deportivos de ese equipo). Del Domina Vacanze del pasado año solo se mantuvo Paolo Valoti.
Mientras, 14 de sus ciclistas y 4 de sus directores deportivos descartados recalaron en el nuevo equipo del Naturino-Sapore di Mare.
El equipo partía de una posición ventajosa de cara a obtener licencia UCI ProTeam debido al haber sido uno de los mejores equipos de 2.ª División la temporada anterior. Sin embargo, las múltiples bajas hicieron perder opciones de poder conseguirlo. Finalmente debido a esos movimientos en forma de fichajes y a la solidez económica mostrada por sus patrocinadores si obtuvieron dicha licencia para correr en el circuito UCI ProTour que se estrenaba en esa temporada, integrándose así en una división que reunía a los 20 mejores equipos del mundo de ciclismo en ruta.

#### 2005: resultados discretos entre los grandes
La formación participó en las tres Grandes Vueltas (Giro, Tour y Vuelta) de la temporada, aunque su participación en todas ellas concluyó sin ninguna victoria de etapa.

### Desaparición y legado
El equipo desapareció como consecuencia de la retirada de la compañía Domina Vacanze del patrocinio. Heredando el equipo Team Milram la licencia y gran parte de ciclistas, directores deportivos y personal. Así recalaron en el Milram los ex-Domina Simone Cadamuro, Mirko Celestino, Alessandro Cortinovis, Volodymyr Dyudya, Sergio Ghisalberti, Michele Gobbi, Andriy Grivko, Maxim Iglinskiy, Matej Jurčo, Mirco Lorenzetto, Elia Rigotto, Carlo Scognamiglio, Alessandro Vanotti, Giovanni Visconti (14 de los 29 ciclistas del equipo) y Gianluigi Stanga, Vittorio Algeri, Antonio Bevilacqua y Oscar Pellicioli (los 4 directores deportivos del equipo).

## Material ciclista
El equipo utilizó bicicletas Colnago en su último año y Spezialized durante sus dos primeros años.

## Clasificaciones UCI
La Unión Ciclista Internacional elaboraba el Ranking UCI de clasificación de los ciclistas y equipos profesionales.
A partir de 1999 y hasta 2004 la UCI estableció una clasificación por equipos divididos en tres categorías (primera, segunda y tercera). La clasificación del equipo y de su ciclista más destacado fue la siguiente:
| Año  | Categoría | Clasificación por equipos | Mejor corredor en la clasificación individual | Posición |
| 2003 | Primera   | 16.º                      | Miguel Ángel Martín Perdiguero                | 66.º     |
| 2004 | Segunda   | 2.º                       | Michele Scarponi                              | 58.º     |

A partir de 2005 la UCI instauró el circuito profesional de máxima categoría, el UCI ProTour, donde el equipo estuvo cuando se creó dicha categoría. Las clasificaciones del equipo y de su ciclista más destacado son las siguientes:
| Año  | Clasificación por equipos | Mejor corredor en la clasificación individual | Posición |
| 2005 | 18.º                      | Mirko Celestino                               | 58.º     |

## Palmarés

### Palmarés 2005
UCI ProTour
| Fechas       | Carreras                          | Ganador         |
| 5 de agosto  | 2.ª etapa del Tour del Benelux    | Simone Cadamuro |
| 20 de agosto | 6.ª etapa de la Vuelta a Alemania | Maxim Iglinskiy |

Circuito Continental
| Fechas          | Carreras                                    | Ganador              |
| 22 de abril     | 3.ª etapa del Giro del Trentino             | Serhiy Honchar       |
| 23 de junio     | Campeonato de Eslovaquia Contrarreloj (CRI) | Matej Jurčo          |
| 24 de junio     | Campeonato de Ucrania Contrarreloj (CRI)    | Andriy Grivko        |
| 4 de agosto     | Gran Premio Ciudad de Camaiore              | Maxim Iglinskiy      |
| 17 de agosto    | Coppa Agostoni                              | Paolo Valoti         |
| 3 de septiembre | Coppa Placci                                | Paolo Valoti         |
| 6 de octubre    | Coppa Sabatini                              | Alessandro Bertolini |

## Plantilla
Para años anteriores, véase Plantillas del Domina Vacanze

### Plantilla 2005

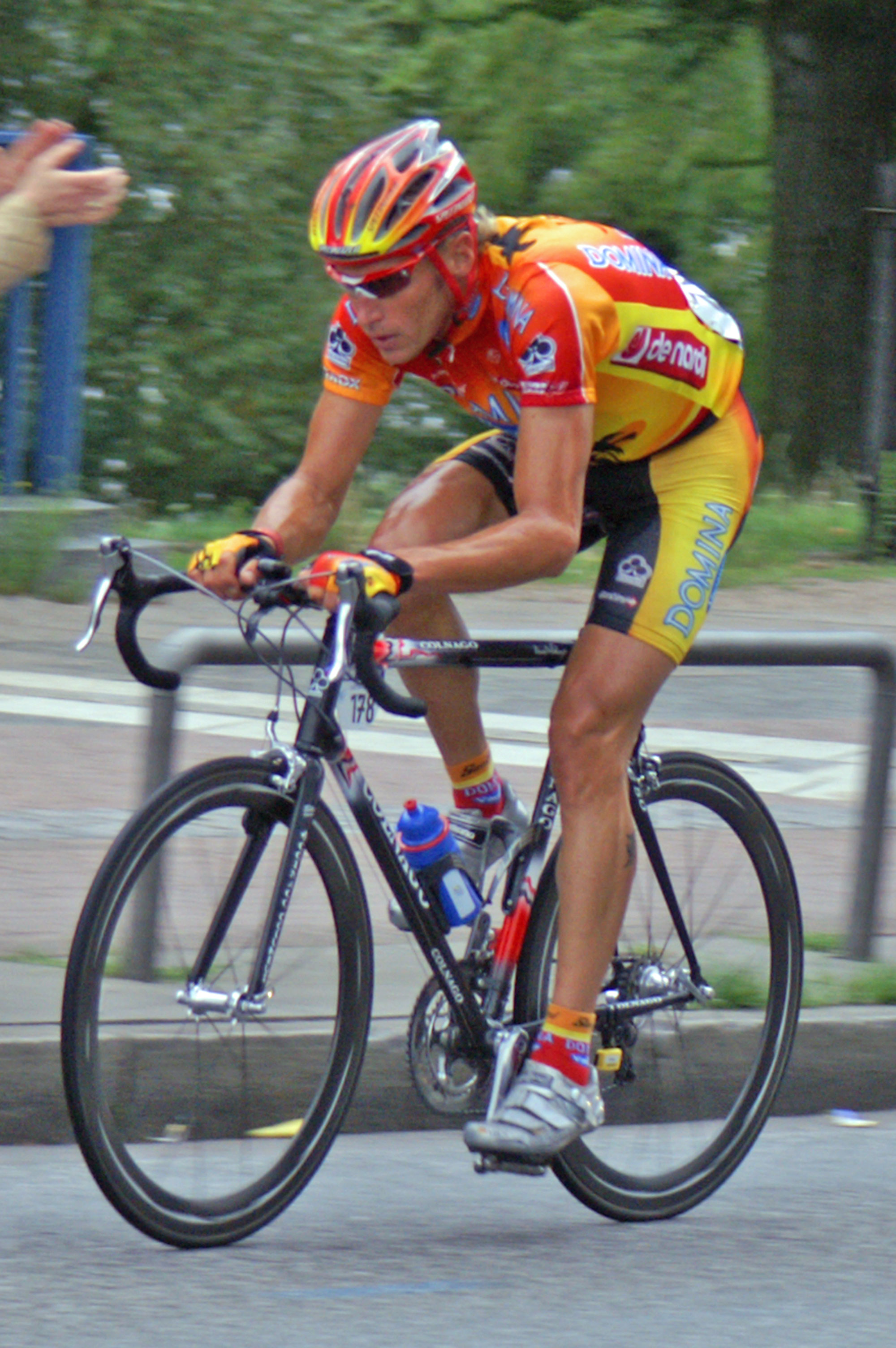
Jörg Ludewig en 2005.

| Nombre                | Nacimiento | Nacionalidad | Equipo 2004                      |
| Wladimir Belli        | 25/07/1970 | Italia       | Lampre                           |
| Alessandro Bertolini  | 27/07/1971 | Italia       | Alessio-Bianchi                  |
| Cristian Bonfanti     | 30/11/1981 | Italia       | De Nardi-Colpack-Astro (en 2003) |
| Ruggero Borghi        | 03/06/1970 | Italia       | De Nardi                         |
| Simone Cadamuro       | 28/06/1976 | Italia       | De Nardi                         |
| Mirko Celestino       | 19/03/1974 | Italia       | Saeco-Longoni                    |
| Alessandro Cortinovis | 11/10/1977 | Italia       | Lampre                           |
| Marco Fertonani       | 08/07/1976 | Italia       | Phonak Hearing Systems           |
| Angelo Furlan         | 21/06/1977 | Italia       | Alessio-Bianchi                  |
| Sergio Ghisalberti    | 10/12/1979 | Italia       | De Nardi                         |
| Michele Gobbi         | 10/08/1977 | Italia       | De Nardi                         |
| Enrico Grigoli        | 22/10/1978 | Italia       | De Nardi                         |
| Andriy Grivko         | 07/08/1983 | Ucrania      | Neoprofesional                   |
| Serhiy Honchar        | 03/07/1970 | Ucrania      | De Nardi                         |
| Maxim Iglinskiy       | 18/04/1981 | Kazajistán   | T-Mobile Team                    |
| Ruslan Ivanov         | 18/12/1973 | Moldavia     | Alessio-Bianchi                  |
| Matej Jurčo           | 08/08/1984 | Eslovaquia   | De Nardi                         |
| Mirco Lorenzetto      | 13/07/1981 | Italia       | De Nardi                         |
| Jörg Ludewig          | 09/09/1975 | Alemania     | Saeco-Longoni                    |
| Rafael Nuritdinov     | 12/06/1977 | Uzbekistán   | De Nardi                         |
| Ivan Quaranta         | 14/12/1974 | Italia       | Formaggi Pinzolo Fiave           |
| Elia Rigotto          | 04/03/1982 | Italia       | Neoprofesional                   |
| Luca Solari           | 02/10/1979 | Italia       | Team Barlowrold                  |
| Paolo Valoti          | 19/04/1971 | Italia       | Domina Vacanze                   |
| Alessandro Vanotti    | 16/09/1980 | Italia       | De Nardi                         |
| Giovanni Visconti     | 13/01/1983 | Italia       | De Nardi                         |

| Stagiaire           | Fecha      | Nacionalidad | Equipo 2004    |
| ------------------- | ---------- | ------------ | -------------- |
| Volodymyr Dyudya    | 06/01/1983 | Ucrania      | Neoprofesional |
| Carlo Scognamiglio  | 31/05/1983 | Italia       | De Nardi       |
| Volodymyr Zagorodny | 27/06/1981 | Ucrania      | Neoprofesional |